# Fuerte Sandoval (Italia)
El Fuerte Sandoval (Forte di Sandoval en italiano), hoy desaparecido, fue un puesto fortificado español ubicado cerca de Borgo Vercelli, Italia. 
Del fuerte no queda nada y de su existencia solo quedan los documentos de archivo y los estudios históricos, así como el nombre de una de las calles de Borgo Vercelli, via del Forte.

## Denominación
Se le dio su nombre en honor de Francisco de Sandoval y Rojas, duque de Lerma, valido de Felipe III. Parece ser que estuvo ubicada a unos cientos de metros de Borgo Vercelli.

## Antecedentes
En el verano de 1612 el gobernador español de Milán, Juan de Mendoza (marqués de Hinojosa) llegó a Italia para hacerse una composición de lugar de la situación política y militar. Se percató que el Duque de Saboya podría ser una amenaza y tomó la decisión de construir una gran fortificación junto al río Sesia de tal manera que podía dominar la importante ruta que llevaba de Novara a Vercelli. Además podría ser usada como base del ejército español.
La intención era la de intimidar militarmente a Carlos Manuel I de Saboya ante el fracaso de los esfuerzos diplomáticos.
Carlos Manuel I sucedió a su padre, Manuel Filiberto, como duque de Saboya en 1580. Carlos Manuel I era de carácter belicoso y temerario e intentó ensanchar las fronteras de su estado con el fin de poder alcanzar el título de rey. Esto arruinó lo que había construido la prudente política de su padre, llegando a perder parte de su territorio. En diciembre de 1612, tras la muerte de Vicente I Gonzaga de Mantua y Monferrato, quiso hacer valer sus pretensiones sobre el Monferrato y en abril de 1613 ocupó militarmente Alba, Trino y Moncalvo. Las reacciones hostiles de Francia, del gobernador de Milán y de otros estados italianos le obligaron a retirarse de esos territorios. Fue una tregua breve, pues enseguida retomó una violenta guerra contra España.

## Construcción
El fuerte se construyó en dos años, entre 1612 y 1614, tenía planta pentagonal y el ingeniero encargado del proyecto fue Claudio Cogorano (o Cogorani), de Parma.
Se demolió y desmanteló entre marzo y mayo de 1659. de tal manera que en 1660 no quedaba ningún resto de ella.

## Historia
Los gobernadores de la fortaleza fueron Juan Gómez, que murió el 16 de julio de 1628 tras ser herido por una bala de cañón en el campo de Casale, Juan Bringas de Lagos, fallecido el 7 de diciembre de 1635 y Antonio de Campo, fallecido en 1659.

En los años 1624 y 1625 el fuerte se remodeló, lo que fue confiado al ingeniero Gio. Pietro Sala.
Indican las crónicas que el Fuerte Sandoval trajo innumerables males a la vecina Borgo Vercelli, saqueos, disputas y conflictos. Entre ellos la peste, que trajeron las tropas alemanas en 1630, a causa de la cual murieron la mayor parte de los habitantes de la localidad, y los furiosos ataques enemigos al representar punto de frontera entre enemigos.
En 1617 sirvió como punto de apoyo para la toma de Vercelli que, por otra parte, fue devuelta a la Saboya el año siguiente, quedando el fuerte como punto de apoyo de la defensa española a largo del río Sesia. En 1638 los españoles volvieron a tomar Vercelli y la conservaron hasta 1859.
Tras la Paz de los Pirineos (1659) perdió su utilidad militar y fue desmantelada.

## Características constructivas
Tenía forma pentagonal y sus cinco baluartes tenían igualmente forma pentagonal. Estaba rodeado de un ancho foso. Sus dependencias eran cuartel, establos, caballerizas, almacenes, la estancia del gobernador y las de los oficiales y una pequeña iglesia.

## Redescubrimiento e investigación
Se inició al descubrir en un libro de los años 70 (siglo XX) el supuesto descubrimiento que hizo en 1941 un geómetra turinés. Dice el libro que encontró restos de muros en las cercanías de Borgo Vercelli, incluyendo una depresión del terreno y escaleras en piedra de acceso a construcciones subterráneas. En una estancia tapiada parece que encontró barriles con pólvora, mosquetes y espadas españolas. Tras una puerta con los goznes oxidados encontró un túnel subterráneo. No se conocen ni el lugar exacto de este descubrimiento ni su descubridor, un tal Costa, y parece poco probable que este relato sea verdadero.
La cartografía sobre la fortaleza que nos ha llegado es amplia, aunque imprecisa. En el Catasto Teresiano del siglo XVIII hay un mapa de 1723 en el que consta la ubicación que ocupaba Fuerte Sandoval, aunque para entonces ya no existía. Está considerada como la más precisa al respecto.
En el lugar donde se supone que se ubicaba actualmente hay un campo de fútbol, el cementerio del lugar, casitas modernas y pasa la línea ferroviaria Turín-Milán.